# فيكتور دو بروغلي
فيكتور دو بروغلي (بالفرنسية: Victor de Broglie)‏:هو رئيس مجلس الوزراء الفرنسي ووزرير الخارجية السادس عشر، ولد عام 1785 في باريس، وتوفي عام 1870.

## السيرة الذاتية

### نشأته
ولد فيكتور دو بروغلي في باريس في 28 نوفمبر 1785، وهو أصغر طفل وابن وحيد لتشارلز لويس فيكتور، الأمير دو بروغلي، وحفيد فيكتور فرانسوا، دوق دو بروغلي الثاني. بينما هاجر جده، سُجن والديه أثناء عهد الإرهاب. قُتل والده عام 1794، لكن والدته، الكونتيسة السابقة صوفي دي روزين (باريس 10 مارس 1764 - باريس 31 أكتوبر 1828) تمكنت من الفرار إلى سويسرا، حيث بقيت حتى سقوط روبسبيار. ثم عادت إلى باريس مع أطفالها، ثلاث بنات أكبر سنًا وابن واحد، وعاشت هناك بسلام حتى عام 1796، عندما تزوجت مارك رينيه فوييه دي بولمي، ماركيز دي أرجنسون، حفيد لويس الخامس عشر ووزير الحربية. بعد وفاة جده عام 1804، أصبح فيكتور دو بروغلي الدوق الثالث لبروغلي. تحت رعاية زوج والدته، تلقى الدوق الشاب تعليمًا دقيقًا وليبراليًا ودخل في المجتمع الأرستقراطي والأدبي في باريس في ظل الإمبراطورية الفرنسية الأولى. في عام 1821، أنجبت زوجته ألبرتين ، ابنة إريك ماغنوس ستال فون هولشتاين (والد ألبرتين البيولوجي قد يكون بنيامين كونستانت) ومدام دي ستال، ابنهما ألبرت، الذي أصبح رابع دوق لبروغلي فيما بعد. أصبحت ابنته لويز ناشرة للروايات والسير الذاتية وانشهرت من خلال رسمها في لوحات آنغر، وهو ابن آخر، أوغست، الذي أصبح صاحب مهنة كنسية وأكاديمية.

### الحياة المهنية
في عام 1809، عُيّن دو بروغلي عضوًا في مجلس الدولة، الذي ترأسه نابليون بونابرت شخصيًا. بالإضافة إلى ذلك، أرسله الإمبراطور في بعثات دبلوماسية، بصفته ملحقًا، إلى عدة بلدان مختلفة. على الرغم من أنه لم يتفق تمامًا مع مبادئ الإمبراطورية، لكن دوق دو بروغلي لم يكن من الذين هللوا لسقوطها. على غرار جميع رجال الخبرة والحصافة،  فقد أدرك الخطر المحدق بفرنسا نتيجة نهوض قوى العنف وتصاعد سلطتها. مع ديكاز وريشليو، اعتقد أن الأمل الوحيد في مستقبل مستقر يكمن في التوفيق بين استعادة بوربون والثورة الفرنسية. بتأثير من عمه، آميدي دو بروغلي، اعترف بحقه ومكانته في طبقة النبلاء، ولدهشته العظيمة فقد تلقى، في يونيو عام 1814، استدعاءً من لويس الثامن عشر إلى قاعة النبلاء. هناك، بعد المئة يوم، ظهر تميزه من خلال دفاعه الشجاع عن المارشال ميشال نيي، فقد تحدث وصوت لقرار تبرئته، وحده من بين جميع النبلاء. بعد موقفه المعارض المتحدي هذا، فربما كان من حسن حظه أن زواجه الوشيك قد أعطاه عذرًا لمغادرة البلاد. في 15 فبراير 1816، تزوج في ليغورن من ألبرتين، البارونة ستال فون هولشتاين، ابنة مدام دو ستال. عاد إلى باريس في نهاية العام، إلا انه لم يشارك في السياسة إلى أن قضت انتخابات سبتمبر عام 1816 على سلطة الملكيين المتطرفين واستبدلت أعضاء قاعة مجلس النواب بتجمع من المعتدلين يشتمل في معظمه على أتباع التيار الليبرالي.

أفضل تلخيص لموقف دو بروغلي السياسي خلال السنوات التي تلت ذلك يتجلى في كلماته:
من عام 1812 إلى عام 1822، وُجهت كل جهود رجال الشخصية والحصافة للتوفيق بين استعادة بوربون والثورة، بين النظام القديم وفرنسا الجديدة. من عام 1822 إلى عام 1827، كانت كل جهودهم موجهة لمقاومة القوة المتنامية للثورة المضادة. من عام 1827 إلى عام 1830، هدفت كل جهودهم إلى تهدئة وتنظيم ردود الأفعال ضمن منطق معاكس.

### الجمهورية الثانية والإمبراطورية الثانية
كانت ثورة 1848 بمثابة ضربة كبيرة له، لأنه أدرك أنها تعني الانهيار النهائي للنظام الملكي الدستوري، الذي كان يعتبر أنه أفضل نظام حكم لفرنسا. ومع ذلك، فقد شغل مقعده في الجمعية الوطنية الفرنسية وفي مؤتمر عام 1848، وباعتباره عضوًا في القسم المعروف باسم «بورغراف»، فقد وقف ضد كل من الاشتراكية وما تنبأ به على أنه رد فعل أوتوقراطي مقبل.
وقد شارك مع رفاقه في المهانة الناجمة عن الانقلاب الفرنسي في 2 ديسمبر عام 1851، وظل طوال حياته عدوًا لدودًا للإمبراطورية الثانية، على الرغم من أنه قد سُمع وهو يشير، بهذه الفطنة اللاذعة التي اشتهر بها، إلى أن الإمبراطورية الثانية هي الحكم الذي أراده الفقراء واستحقه الأغنياء.
كرّس السنوات العشرين الأخيرة من حياته بشكل رئيسي للمهام الفلسفية والأدبية. بعد أن كان قد نشأ على يد زوج والدته على الأفكار والمعتقدات الشكوكية، إلا أنه قد توصل بشكل تدريجي إلى إيمان صادق بالديانة المسيحية، قائلاً: «سأموت مسيحيًا تائبًا وليبراليًا غير نادم».
كوفئت أعماله الأدبية، على الرغم من أن القليل منها قد نُشر، في عام 1856 بمقعد في الأكاديمية الفرنسية ليحل محل لويس دو بوبوال دو ساينت أولير، وكان أيضًا عضوًا في أكاديمية العلوم الأخلاقية والسياسية الفرنسية. من خلال عمل هذه الهيئات التعليمية، قام بدور نشط ومثابر.

## روابط خارجية
- فيكتور دو بروغلي على موقع الموسوعة البريطانية (الإنجليزية)